# Хусь
Хусь (укр. Хусь) — правый приток реки Сула, протекающий по Недригайловскому району Сумской области Украины. Длина — 20 км.

## География
Река течёт с северо-запада на юго-восток. Река берёт начало северо-западнее села Полевое (Недригайловский район). Впадает в реку Сула южнее села Кулешовка (Недригайловский район).
Долина корытообразная, изрезана балками. Русло извилистое. Река в верхнем и среднем течении и её ручьи летом пересыхают. На реке есть несколько прудов. В пойме нижнего течения реки есть несколько заболоченных участков с тростниковой и луговой растительностью.

## Населённые пункты
Населённые пункты на реке от истока к устью:
- Недригайловский район: Полевое, Хоружевка, Кулешовка.